# Frambozenpalpmot
De frambozenpalpmot (Argolamprotes micella) is een nachtvlinder uit de familie Gelechiidae, de tastermotten. 
De spanwijdte is ongeveer 12 millimeter.